# Esko Rechardt
Esko Tapani Rechardt (Helsinki, 9 juni 1958) is een Fins zeiler.
Rechardt won tijdens de Olympische Zomerspelen 1980 de gouden medaille in de Finn. Vier jaar later tijdens de Olympische Zomerspelen 1984 was Rechardt de Finse vlaggendrager tijdens de openingsceremonie, in de finn eindige hij als vijfde.

## Olympische Zomerspelen
| Jaar | Plaats | Resultaten |
| ---- | ------ | ---------- |
| 1980 | Moskou | finn       |
| 1984 | Seoel  | 5e finn    |

1952: Paul Elvstrøm ·
1956: Paul Elvstrøm ·
1960: Paul Elvstrøm ·
1964: Wilhelm Kuhweide ·
1968: Valentin Mankin ·
1972: Serge Maury ·
1976: Jochen Schümann ·
1980: Esko Rechardt ·
1984: Russell Coutts ·
1988: José Doreste ·
1992: José van der Ploeg ·
1996: Mateusz Kusznierewicz ·
2000: Iain Percy ·
2004: Ben Ainslie ·
2008: Ben Ainslie ·
2012: Ben Ainslie ·
2016: Giles Scott ·
2020: Giles Scott